# Pierre-Yves Artaud
Pierre-Yves Artaud (* 13. Juli 1946 in Paris) ist ein französischer Flötist, Komponist und Musikpädagoge.

## Leben und Wirken
Pierre-Yves Artaud schloss das Pariser Konservatorium in den Fächern Flöte und Kammermusik ab und begann eine Karriere als Soloflötist mit international bedeutenden Orchestern unter Dirigenten wie Pierre Boulez, Jean-Claude Casadesus, Charles Dutoit, Péter Eötvös, Lawrence Foster, Arturo Tamayo und Tsung Yeh. Sein besonderes Interesse gilt der zeitgenössischen Musik, und Komponisten wie Gilbert Amy, André Boucourechliev, Franco Donatoni, Brian Ferneyhough, Sofia Gubaidulina, Toshio Hosokawa, Klaus Huber, Betsy Jolas, Michaël Levinas, Paul Méfano, Emmanuel Nunes, Luis de Pablo und Yoshihisa Taira widmeten ihm Werke.
1965 gründete Artaud das Flötenquartett Arcadie. Lange Jahre war er Mitglied des Ensembles 2e2m. 1981 wurde er von Pierre Boulez zum Direktor des Atelier de Recherche Instrumentale am IRCAM berufen und hatte diese Stelle bis 1986 inne. 1985 gründete er das Orchestre de flûtes français.
Artaud wirkte als Professor am Konservatorium Paris und gibt daneben weltweit Meisterklassen. Er wurde u. a. mit der Médaille des Arts, Sciences et Lettres (1978), dem Prix Charles Cros (1983, 1985 und 1995), dem Grand Prix de l’Académie du Disque Français (1984) und dem Prix de la Réalisation Pédagogique der SACEM (1998) ausgezeichnet.

## Werke
- Sept soleils, quatre pierres, trois terres für Tonband (1986)
- Ruf(e), l’appel de l’avalanche für Tonband (1991)
- La Route du sel für Tonband oder Flötenensemble (1991)
- Soleil noir (1991)
- Disposition für Tonband oder Ensemble (1992)
- Iso-la für Ensemble (1992)
- Eole für Piccoloflöte solo (1993)
- Catalogue sonore Louis Pons (1993)
- Chitra für Flöte und Tonband (1996)

## Schriften
- Méthode élémentaire pour la flûte traversière, Editions Lemoine, 1972
- mit Gérard Geay Flûtes au Présent, Editions Jobert-Transatlantiques, 1980
- La Flûte, Editions Jean-Claude Lattes, 1986
- A propos de pédagogie, Editions Billaudot, 1996